# Tommy Schinkler
Tommy Schinkler, född den 9 juni 1938 i Stockholm, död den 4 december 1994, var en svensk författare och översättare av kiosklitteratur. 

## Biografi
I mitten av 1960-talet började Schinkler översätta böcker åt B. Wahlströms bokförlag och blev efter några år förlagsredaktör. I mitten av 1970-talet blev han chef för den kioskpocketbokutgivning som förlaget riktade till manliga läsare.
Schinkler översatte mer än 200 böcker under trettio aktiva år.
Under pseudonym Tom Dutchman skrev han åren 1974-1979 38 böcker i westernserien McAllister, som under hans författarskap bytte namn till Mack & Joe,  och 58 böcker om Joe Montana 1979-1988. Under egna namnet Tommy Schinkler skrev han 1977-1978 3 detektivromaner i serien Brottsplats Sverige (där seriens övriga 18 böcker skrevs av Bo Lagevi, Bo Sehlberg, Eric Strange, Bengt Håkansson och Kjell E Genberg), 1983-1984 3 böcker i polisserien Ricky och John (där seriens övriga 3 böcker skrevs av Bengt-Åke Cras och Jan Linders), 1987 2 böcker i serien De överlevande och 1989-1991 15 böcker i en historisk släktkrönika om en Stockholmsfamilj kallad Sagan om Jernemans. Sammanlagt skrev han drygt 100 böcker.

### Tommy Schinkler

#### Ricky och John
- På väg mot döden 1983 (Ricky och John 1)
- Brottsplats Berlin 1983 (Ricky och John 3)
- Storslam i Sibirien 1984 (Ricky och John 5)

#### Brottsplats Sverige
- Även dagen har svarta skuggor 1977 (Brottsplats Sverige 5)
- Spik i egen kista 1977 (Brottsplats Sverige 10)
- Mannen i hytt 313 1978 (Brottsplats Sverige 14)

#### De överlevande
- Domens dag 1987 (De överlevande 10)
- Råttorna 1987 (De överlevande 11)

#### Sagan om Jernemans
- Slottsbranden 1989 (1)
- Tsarens spion 1989 (2)
- Krigets offer 1989 (3)
- Dödligt hot 1990 (4)
- Ofredens tid 1990 (5)
- Nödens år 1990 (6)
- Kungens folk 1990 (7)
- Galgkorset 1990 (8)
- Korsade klingor 1990 (9)
- Vargens år 1991 (10)
- Frihetens pris 1991 (11)
- Dödgrävaren 1991 (12)
- Kungen kommer 1991 (13)
- Desertören 1991 (14)
- Farornas väg 1991 (15)